# Gourdon (Lot)
Gourdon è un comune francese di 4 810 abitanti situato nel dipartimento del Lot nella regione dell'Occitania.

## Monumenti

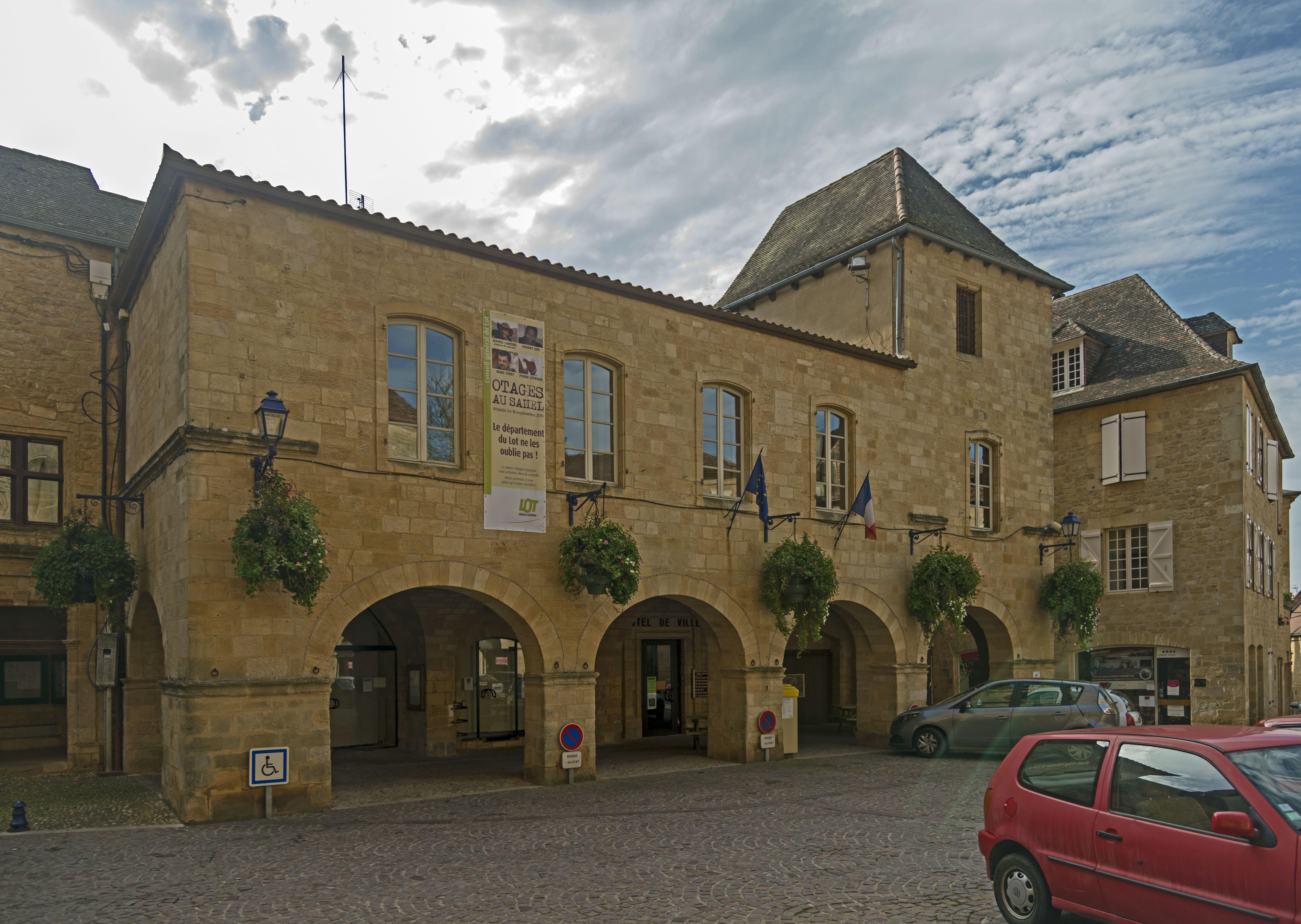
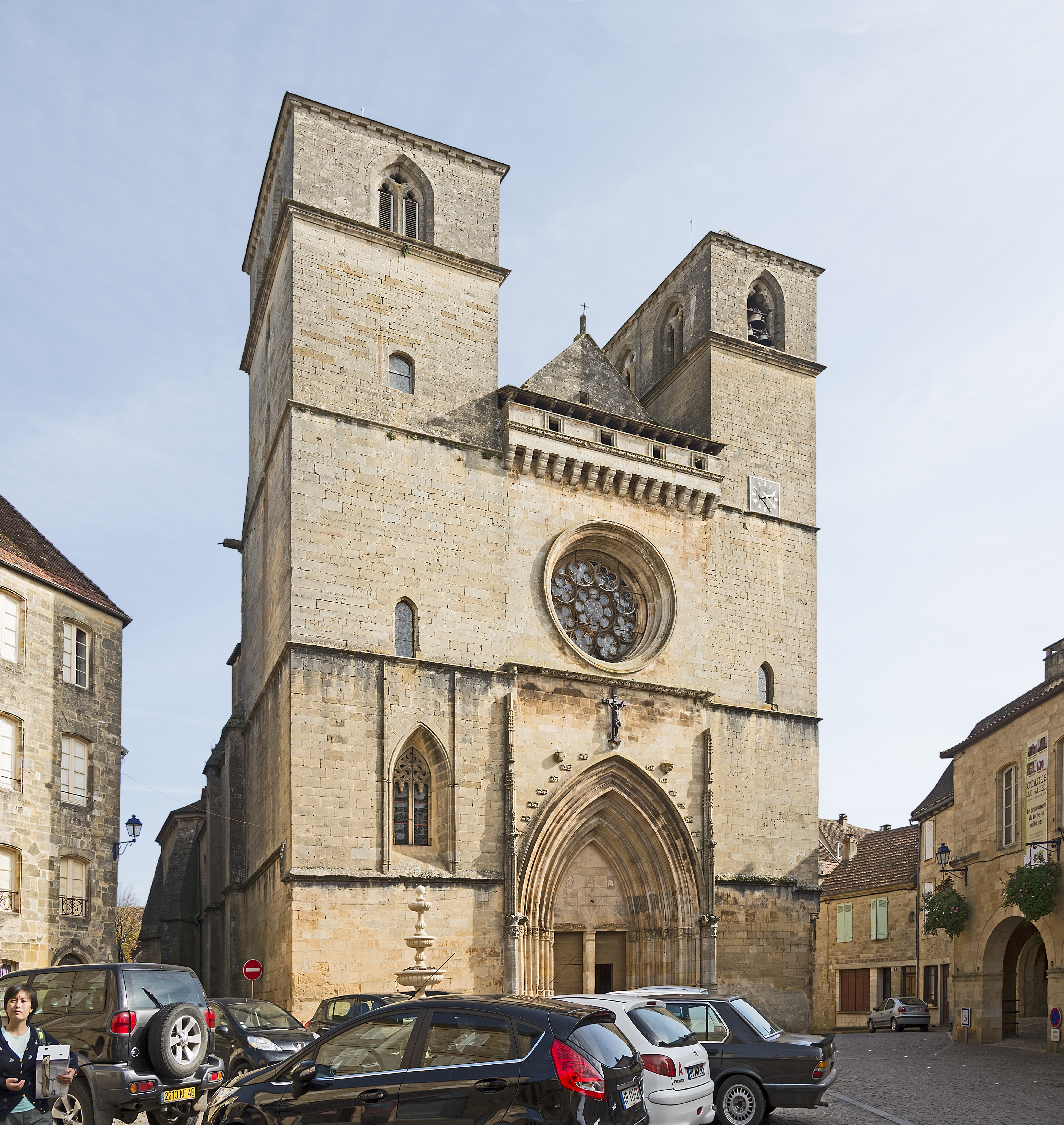
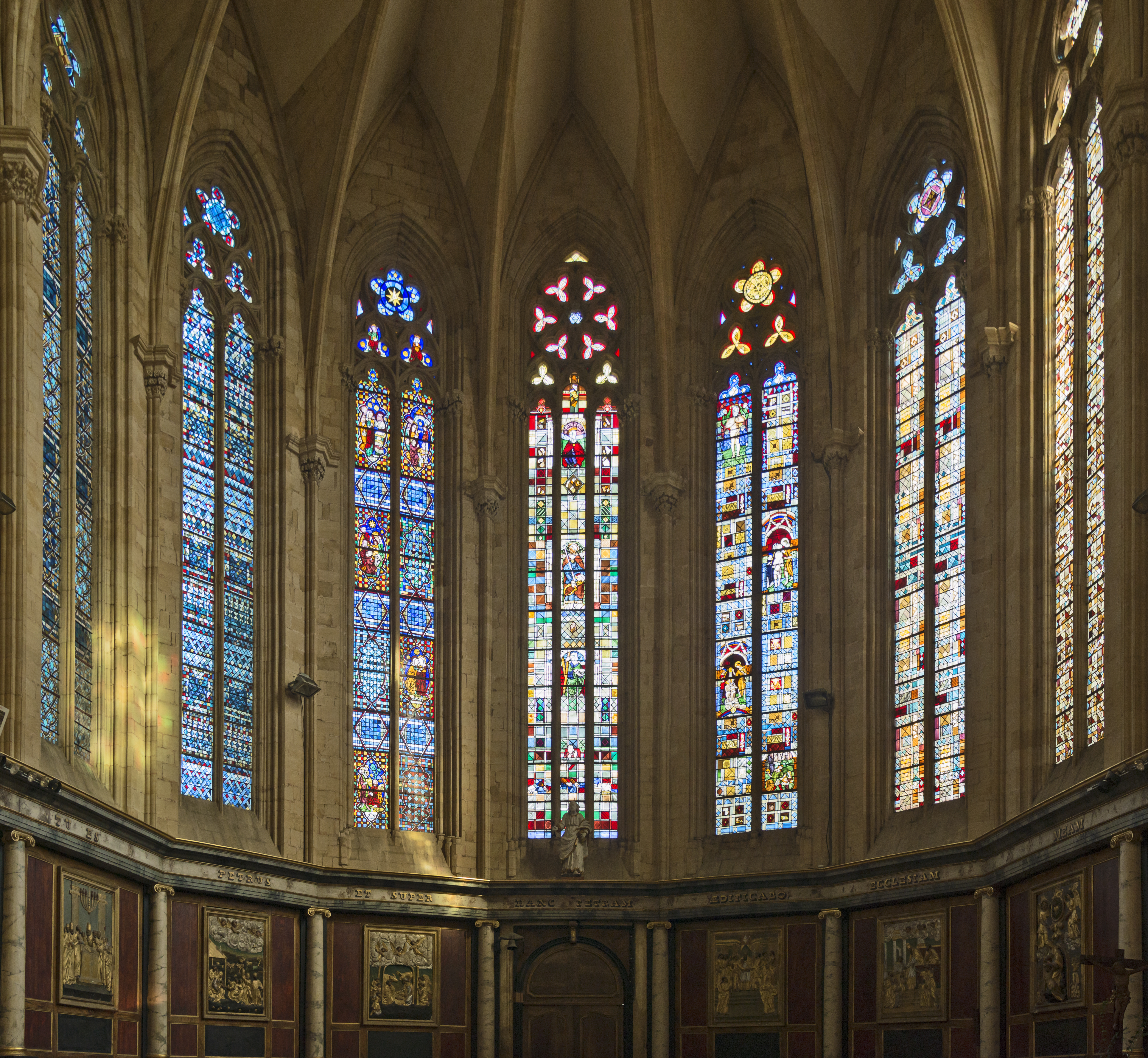

## Società

### Evoluzione demografica
Abitanti censiti

## Amministrazione

### Gemellaggi
- Ibbenbüren, dal 2001